# Abdiel Mendieta
Abdiel Adolfo Mendieta (17 ottobre 1979) è un ex cestista panamense.

## Carriera
Con Panama ha disputato i Campionati americani del 2001.